# Chronologie de la Bourgogne
Cet article liste les événements qui se sont déroulés en Bourgogne entité physique et historique.

## Préhistoire et protohistoire

### Second Âge du fer
- De nombreux vestiges de La Tène sont retrouvés dans le lit de la Saône à Chalon-sur-Saône.

## Période gauloise

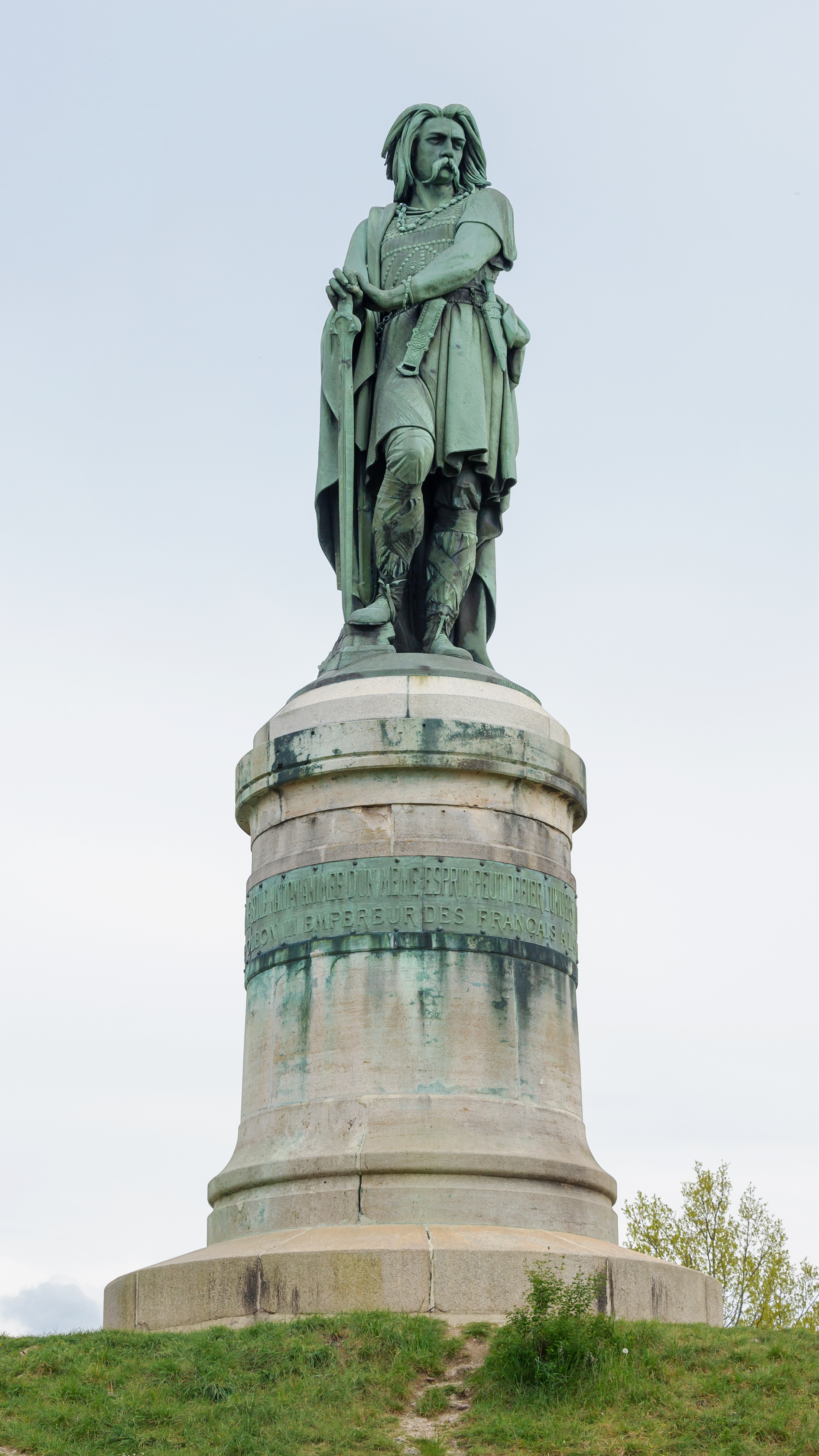
La statue de Vercingétorix, par Aimé Millet, à Alise-Sainte-Reine.

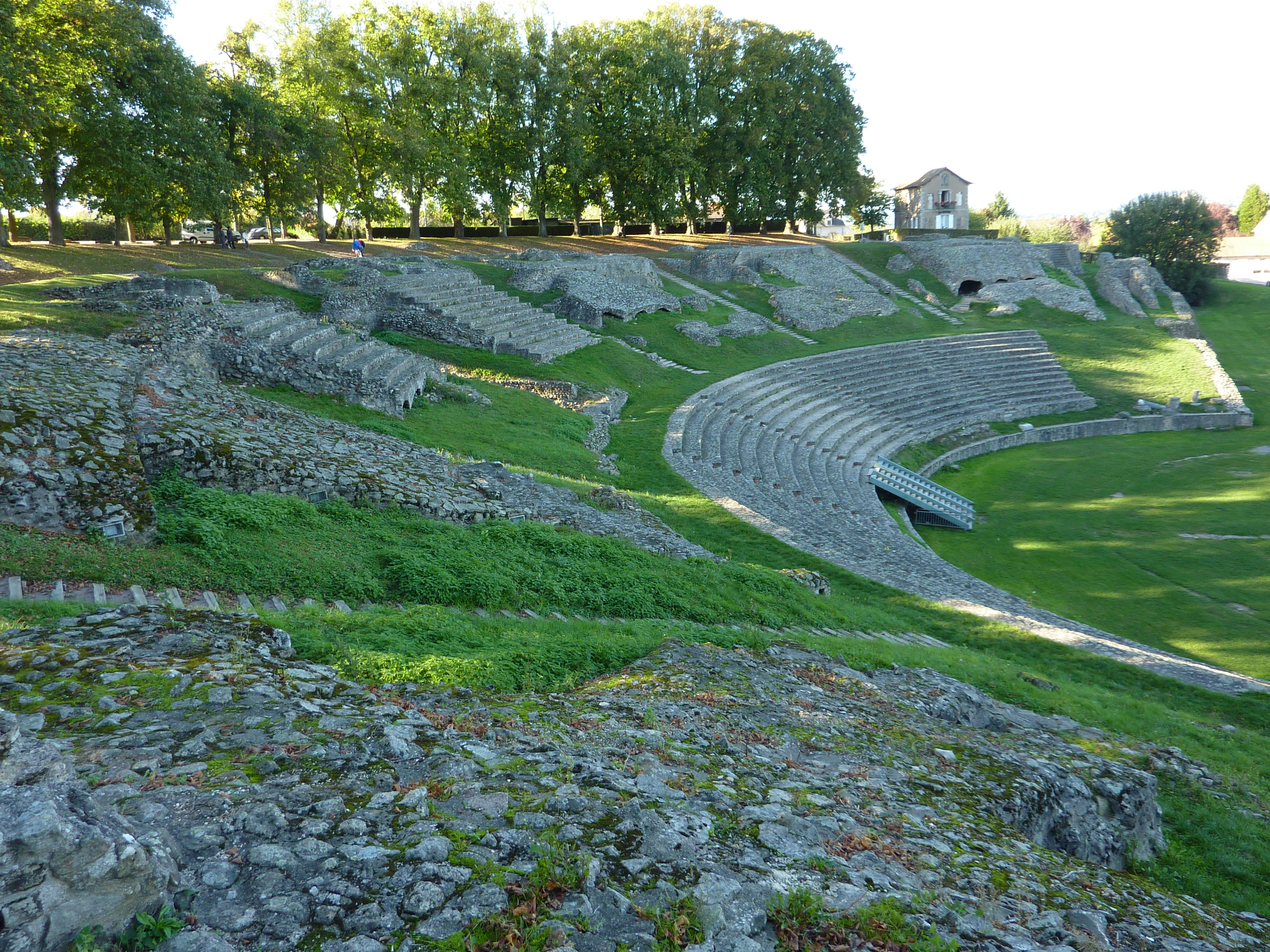
Le théâtre gallo-romain d'Autun.

- -52, 27 septembre : la reddition de Vercingétorix met fin à l'indépendance gauloise et c'est de Bibracte, où il passe ses quartiers d'hiver, que César rédige son De Bello Gallico
- Chalon-sur-Saône est mentionnée pour la première fois dans la Guerre des Gaules de Jules César (VII, 42 et 90) sous le nom de Cavillonum[1].
- -27 - 14 : Fondation de Augustodunum (Autun), sœur et émule de Rome[2] au début du règne de l'empereur Auguste.

## Période gallo-romaine etIermillénaire

### IIesiècle
- 107 :  l'école de philosophie et de rhétorique d'Autun attire des étudiants de tout l'Empire[3]
- 155 ou 167 : mort de Thyrse, saint, martyr chrétien mort à Autun qui le considère avec Andoche, comme ses apôtres, et martyrs.
- vers 178 : mort de Symphorien d'Autun, saint, martyr chrétien.
- 179 : selon la légende, saint Marcel est martyrisé à Chalon-sur-Saône [4]

### IIIesiècle
- vers 260 : naissance à Autun de Eumène (rhéteur), décédé en 311, écrivain et rhéteur romain, secrétaire de Constance Chlore et de Maximien Hercule.

### Vesiècle

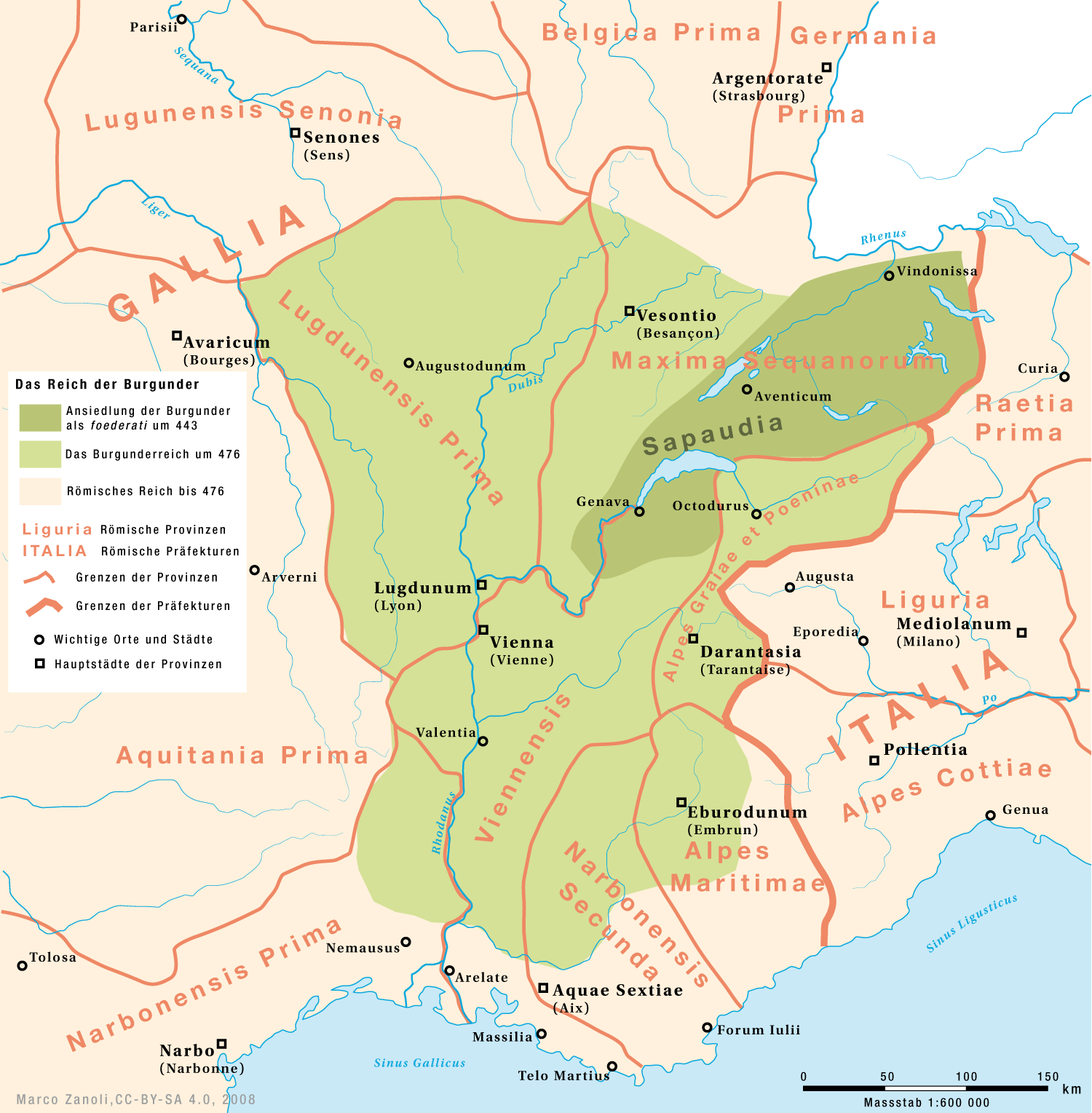
Le royaume de Bourgogne en 443 et 476

- 477 : naissance à Autun de Lautein, dit Lothain ou Lothein et en latin: Lautenus (Mort à Silèze vers 518) : saint, moine ermite qui s'installa à Silèze et y fonda un monastère, sous le vocable de Saint-Martin, le village prit par la suite le nom de Saint-Lothain. Il fonda ensuite le Prieuré de Saint-Symphorien de Maximiacus à Buvilly.
- 496 : naissance à Autun de Saint-Germain d'Autun, (décédé à Paris en 576), abbé de Saint-Symphorien, évêque de Paris, fondateur de l'Abbaye de Saint-Germain-des-Prés.

### VIesiècle
- 516 : mort de Gondebaud.
- 523 : Sigismond est tué par le roi d'Orléans, Clodomir.
- 532 : naissance de Gontran, fils de Clothaire Ier, futur roi de Burgondie[5].
- 595 : à la mort de Childebert II, Brunehaut gouverne l'Austrasie (Metz) et la Bourgogne au nom de ses deux petits fils [6].
- 597 : décès de Gontrand[5].

### VIIesiècle
- 625 : création du comté de Scarpone (« Pagus Scarponensis »), détaché de Toul qui dépendait alors du royaume de Bourgogne (date proposée par l'historien Louis Davillé).
- 647/649 : concile de Chalon-sur-Saône où paraissent saint Ouen, saint Médard et saint Éloi, qui impose à la Gaule les conclusions du concile de Nicée.

### VIIIesiècle
- 725, 22 août : Autun est saccagée par les Sarrasins du général Ambiza.
- 732 : Chalon-sur-Saône est détruite par les Sarrasins.
- 733 : Charles Martel confie Autun à Théodoric Ier, petit-fils de Bernarius, fondateur de la lignée des Thierry comtes d'Autun.

### IXesiècle
- 813 : concile de Chalon-sur-Saône qui oblige les évêques à fonder des écoles pour les clercs, interdit de baptiser plusieurs fois les pénitents, et impose à tous les moines la règle de saint Benoît.
- 834 : Lothaire incendie Chalon-sur-Saône.
- 886 : concile de Chalon-sur-Saône qui tente en vain de réconcilier entre eux les princes Carolingiens.
- 887, Novembre : Charles le Gros est déposé.
- 888, Janvier : décès de Charles le Gros.
- 888 : 
  - Rodolphe Ier de Bourgogne (né vers 859, mort le 25 octobre 911[7]), est élu roi de Bourgogne (c'est-à-dire de Haute-Bourgogne ou Bourgogne Transjurane). Il est couronné roi de Bourgogne et de Lotharingie à Toul par l'évêque Arnaud (Arnald).
  - Autun est saccagée par les Normands.

### Xesiècle
- 937 : Chalon-sur-Saône est prise d'assaut par les Hongrois

## IIemillénaire

### XIesiècle
- 1070 : naissance à Montbard de sainte Alèthe de Montbard (mère de Bernard de Clairvaux).

### XIIesiècle
- Au milieu du XIIe siècle, Chalon obtient une charte communale.
- 1137, 28 juin : un grand incendie réduit Dijon en cendres.
- 1168 : Chalon-sur-Saône est prise d'assaut par  Louis VII.

### XIIIesiècle
- 1203 : la charte de franchise de la commune de Beaune[8] confère à ses habitants droits et privilèges. Eudes III, duc de Bourgogne, permet à Beaune d’exister en tant qu’institution autonome sur le modèle de Dijon.
- La charte communale de 1231 cite le « castus Montusbarri » (Montbard). cette charte est octroyée par le duc Hugues IV) au comte d'Auxois.
- 1237 : Jean Ier de Chalon, dit Jean l'Antique ou Jean le Sage, (1190-1267), échange avec Hugues IV le Pacifique, duc de Bourgogne, les comtés de Chalon et d'Auxonne contre les seigneuries de Salins, de Bracon, de Vuillafans et d'Ornans, et conserve jusqu'à sa mort (1267) le titre de comte de Chalon qu'il transmet à ses descendants[9]
- 1273 : un tournoi entre le roi anglais Édouard Ier et le comte de Chalon est appelé « Petite guerre de Chalon ».

### XIVesiècle
- 1322 : Bertrand Gascon est fait évêque de Nevers.
- 1386 : Guillaume de la Marche en Braisse.(Bresse), bailli et maître des foires de Chalon [10].

### XVesiècle

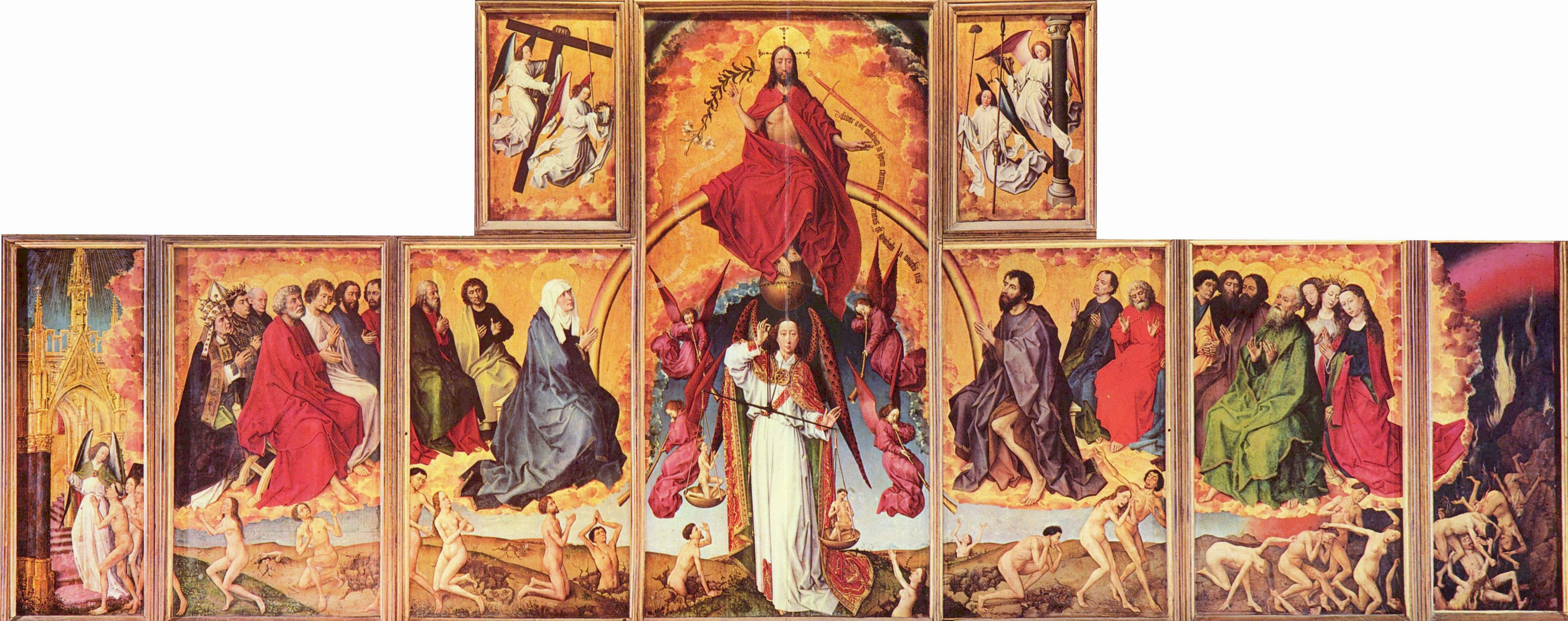
Le retable du Jugement dernier de Rogier Van der Weyden.

- 1421 : Nicolas Rolin épouse Guigone de Salins.
- 1422 : Nicolas Rolin est nommé chancelier de Philippe le Bon et duc de Bourgogne.
- 1430 : naissance à Autun de Ferry de Clugny Conforgien, (décédé en 1483), Évêque de Tournai, Cardinal de Santa Maria in Domnica.
- 1443 : Nicolas Rolin et son épouse Guigone de Salins fondent les Hospices de Beaune.
- 1473 : Charles le Téméraire, duc de Bourgogne,  transfère les restes de son père de Bruges à Dijon.
- 1476 :  pendant que le Téméraire tente de reconstituer une armée, la Lorraine se révolte et René II fait son entrée à Nancy.
- 1463 : 
  - 13 juillet : les habitants de Saint-Martin et de Saint-Pantaléon reçoivent leurs lettres d'affranchissement de l'Abbé de l'Abbaye de Saint-Martin d'Autun[11].
- 1477 :
  - 5 janvier : Bataille de Nancy, décès de Charles le Téméraire.
  - 29 janvier : après la mort de Charles le Téméraire, les États de Bourgogne reconnaissent Louis XI comme souverain.
- 1478 :
  - Chalon est assiégée par les troupes de Louis XI, puis revient, grâce à ce dernier prince, à la couronne de France.
  - octobre : le roi de France confirme les privilèges de la ville de Beaune par ses lettres patentes[12].

### XVIesiècle
- 1526 : construction de l'hôpital de l'île Saint-Laurent à Chalon.
- 1542 : création de la généralité de Bourgogne.
- 1547 : début de la construction de la citadelle de Chalon sous la conduite de l'architecte italien Girolamo Bellarmato[13]. Elle sera terminée en 1591.
- 1548, 18 juillet : Henri II, visitant son royaume accompagné de son épouse Catherine de Médicis, fait une entrée fastueuse à Beaune[14].
- 1552 : les églises de Chalon sont pillées lors des affrontements qui opposent catholiques et protestants[15].
- 1564 :
  - 30 mai : Charles IX accompagné de sa mère Catherine de Médicis, venant de Dijon, entre dans Beaune lors de son tour de France royal (1564-1566), accompagné de la Cour et des Grands du royaume : son frère le duc d’Anjou, Henri de Navarre, les cardinaux de Bourbon et de Lorraine : ils reçoivent un accueil triomphal[16].
  - 1er juin : Charles IX entre dans Chalon lors de son tour de France royal (1564-1566), et y reçoit, accompagné de la Cour et des Grands du royaume, un accueil triomphal[17]
- 1568 : Wolfgang de Bavière, financé par Élisabeth Ire d'Angleterre prend la tête d'une armée expéditionnaire de 14 000 mercenaires pour apporter des renforts aux protestants français assiégés à La Rochelle. Dans sa traversée de la Bourgogne, ses troupes composées de reîtres, cavalerie lourde équipée de pistolets, ravagent la Franche-Comté et restent deux jours devant les murailles de Beaune et y détruisent les chartreux, avant de continuer leur route[18].
- 1575, 15 avril : exécution à Dijon de François de Lespine. Sa tête coupée est plantée sur une pique, au-dessus de l'hôtel-de-ville de Beaune, le 18 avril. Il fut reconnu coupable de comploter en vue de livrer Dijon et le château de Beaune aux huguenots.

### XVIIesiècle
- Le lycée d'Autun XVIIe siècle tient une place importante dans l'histoire de la ville et même de la France puisque Napoléon Bonaparte, qui lui a donné son nom actuel, ainsi que son frère Joseph [19]

### XVIIIesiècle
- Pour améliorer le trafic du port de Chalon, de véritables quais sont construits au XVIIIe siècle[20]
- 1788 : Talleyrand devient évêque d'Autun.
- 1789 : Talleyrand est élu député du clergé pour les États généraux (France).
- 1790 : 
  - Autun devient Sous-préfecture de Saône-et-Loire.
  - 4 mars : création du département de la Côte-d’Or par l'Assemblée constituante à partir de l'ancienne province de Bourgogne.
- 1792 - 1795, Convention nationale : Autun porte le nom de Bibracte[21].

### XIXesiècle

#### Années 1810
- 1814, février : 6000 hommes sont à Beaune sous les ordres du baron de Scheither qui conduit les opérations dans le Sud-Est de la France, pour prendre Chalon-sur-Saône aux troupes de Napoléon, pendant la campagne de France de 1814, où Napoléon tente d'empêcher l'invasion de la France par la Sixième Coalition[22].

#### Années 1830
- 1839 : fondation à Chalon des Chantiers « Le Petit Creusot » par les frères Schneider qui lancera le développement industriel de la cité jusqu'à nos jours[23].

#### Années 1840
- 1849 : Chalon est reliée à Paris et à Lyon en 1854[24]

#### Années 1860
- 1863 : création de la société qui existe aujourd'hui sous le sigle PEI (« Pinette Emidecau Industries ») située en zone industrielle Nord de Chalon. Première société d'importance dans la construction mécanique, fondée par Gustave Pinette[25]. Elle se développa grâce à l'essor de l'industrie minière, des briqueteries et des tuileries.

#### Années 1870
- fin 1870 et début 1871 : l'ancien hôtel du marquis de Fussey situé rue de l'Arquebuse à Autun, construit en 1782, devient le quartier général de Garibaldi, pendant la guerre franco prussienne.

#### Années 1880
- 1881 : la commission des Hospices de Beaune met en place un projet pour transformer son école horticole en école de viticulture.
- 1884, 25 octobre : parution de l'arrêté de création de l'École pratique d'Agriculture et de Viticulture de Beaune, à la suite de l'intervention du député Sadi Carnot auprès du ministre de l'agriculture, en mars 1884, pour faire de ce projet, une priorité nationale.

### XXesiècle

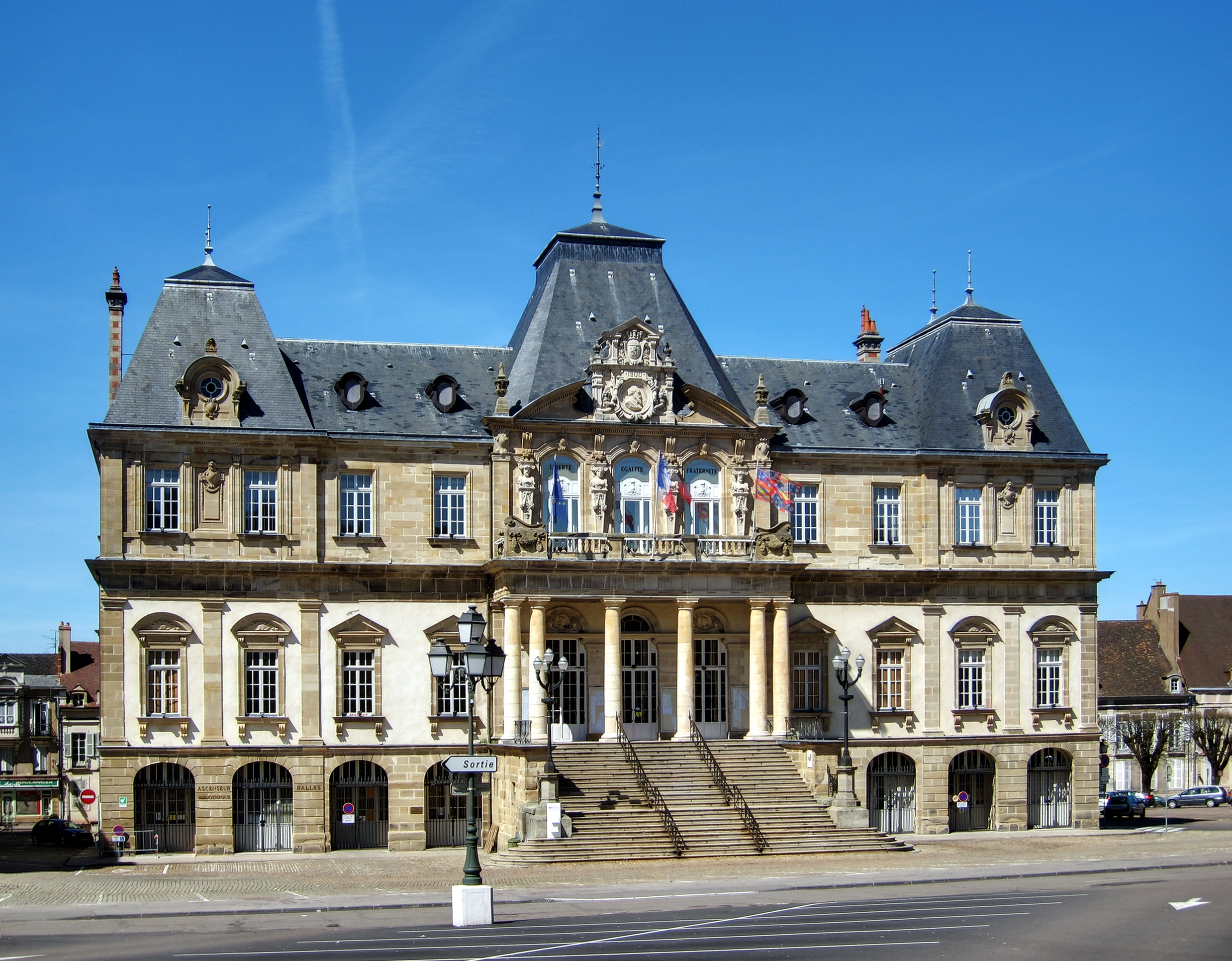
Hôtel de ville d'Autun (1900)

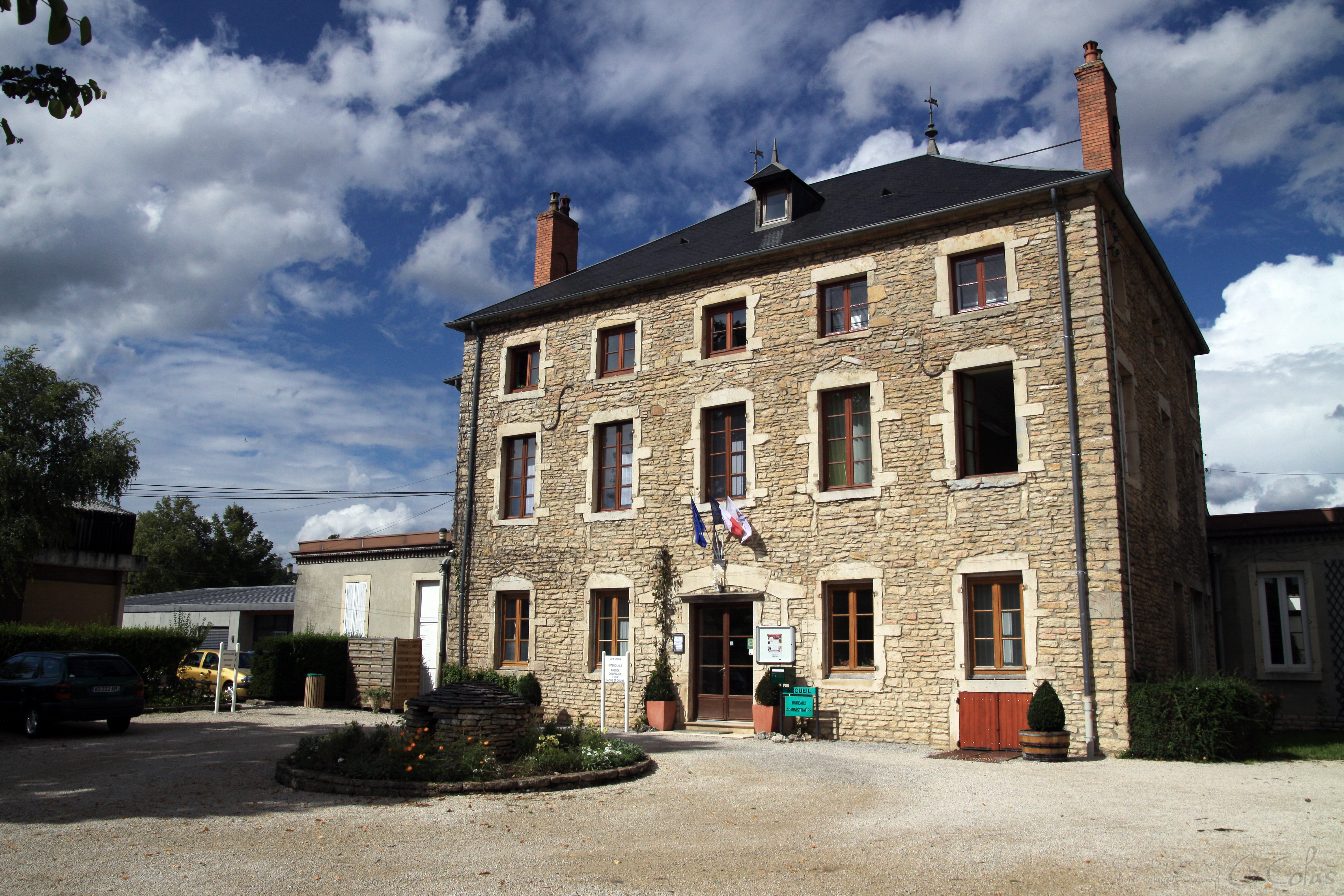
Cour d'honneur et bâtiment administratif de La Viti à Beaune.

#### Années 1900
- 1901, sous le gouvernement Waldeck-Rousseau, Chalon connaît une grève importante . La troupe est envoyée pour la réprimer.

#### Années 1910
- 1918 : construction à Beaune de l'hôpital militaire du corps expéditionnaire américain, avec 20 000 lits il sera l'un des plus importants en Europe.
- 1919 : l'hôpital militaire américain de Beaune est transformé après l'Armistice en Université américaine, par l'A.E.F. pour former les soldats qui ne peuvent pas rentrer immédiatement aux États-Unis, dans les forces d'occupation de l'Allemagne. L'"A.E.F. University of Beaune" ouvre de février à juin 1919 avec 15 000 militaires étudiants américains qui y suivent une formation et sa faculté de 600 enseignants et personnels[26],[27]. L'A.E.F. University de Beaune avait un collège d'agriculture avec 2500 étudiants dans une ferme de 13 hectares a Allerey, et une branche de 1 000 étudiants, dans un collège d'art et d'architecture situé au château de Bellevue près de Versailles. Près de 30 000 ouvrages furent rassemblés dans sa bibliothèque et seront ensuite donnés à la bibliothèque municipale de Beaune[28]. L'université fut dirigée par John Erskine[29], professeur d'anglais à l'université Columbia de New York, qui fut chargé de l'organisation de cette université militaire avec le colonel Ira Reeves[30].

#### Années 1940
- 1944 :
  - 5 septembre : Chalon est libérée par les troupes de la 3e division d’infanterie algérienne qui avaient débarqué en Provence[31].
  - 8 septembre : Beaune  est libérée par le 2e régiment de cuirassiers du colonel Durosoy, venu par Chalon-sur-Saône et Bligny-lès-Beaune.
  - 9 septembre : Autun est libérée par les troupes françaises débarquées en Provence[32] (le 2e régiment de dragons du colonel Demetz), les groupes armés FFI (corps franc Pommiès) et FTP (régiment Valmy).

#### Années 1960
- 1962 : avec la transformation de l'enseignement agricole, « la Viti », devint un lycée agricole : le Lycée viticole de Beaune.

#### Années 1970
- 1976 : à Autun, à la suite de la grande sécheresse la prospection aérienne de René Goguey permet de mettre en évidence tout un ensemble antique dont un vaste théâtre. Son diamètre de 120 mètres dépassant le demi-cercle, il appartient à la série des théâtres gallo-romains associés à des Temples[33].

#### Années 1980
- 1981 : le TGV Sud-Est met la capitale de la Bourgogne, Dijon à portée de Paris (1 heure 37 minutes).

## IIIemillénaire

### XXIesiècle

#### Années 2000
- 2008 : fermeture du site industriel Kodak Pathé de Chalon-sur-Saône[34].

#### Années 2010
- 2010 : Autun, lors de la construction de logements, près de la porte d'Arroux, les travaux ont permis de découvrir un quartier antique ainsi que plus de 100 000 pièces de monnaie en bronze datant du IIIe siècle[35],[36],[37].
- 2011, septembre : le nouveau centre hospitalier William Morey est inauguré à Chalon.